# Culicoides imicola
Culicoides imicola és una espècie de dípter nematòcer de la família Ceratopogonidae que transmet el virus de la llengua blava i de la malaltia equina africana. Originari de l'Àfrica i Àsia tropicals i subtropicals per l'escalfament global, les ventades fortes i com polissó als avions, s'ha escampat a les zones de clima temperat. Davant l'expansió del virus i els danys econòmics considerables, s'estudia entre d'altres el comportament d'aquest mosquit amb l'objecte de contenir l'epidèmia.